# 維什庫夫
維什庫夫（波蘭語：Wyszków）是位於波蘭東北部的城市，人口約2.6萬，是維什庫夫縣的行政中心。自1999年起，維什庫夫屬馬佐夫舍省。1975年之前，屬華沙省。1975年至1998年期間，屬奧斯特羅文卡省。